# Love My Life (film)
Love My Life è un film del 2006 diretto da Kôji Kawano.
Il soggetto è tratto dall'omonimo manga dell'autrice Ebine Yamaji, di cui pertanto rappresenta l'ovvio adattamento video.

## Trama
Ichiko è una studentessa universitaria, nata e cresciuta in una famiglia dai sani principi morali. Dopo la morte della madre, la ragazza stringe una fortissima amicizia con il padre, traduttore di libri americani, al punto da decidere finalmente di venire allo scoperto e confessare al genitore la sua relazione con Eri, sua coetanea e studentessa di Legge.
Quel che Ichiko non si aspetta è che alla sua confessione ne fa subito seguito un'altra, questa volta da parte del padre, il quale a sua volta si confessa omosessuale e spiega alla figlia di come, insieme alla madre (anche lei lesbica), i due avessero deciso di provare a costruire insieme una famiglia.
A seguito della confessione del padre, tutto il mondo di Ichiko sembra improvvisamente stravolto, e la ragazza deve fare i conti con realtà nuove, ed impreviste. Da un lato Ichiko dovrà misurarsi con le paure di Take-chan, suo migliore amico, nel venire allo scoperto, dall'altro con l'insofferenza del padre di Eri nei confronti degli atteggiamenti di quest'ultima, e - non meno importante - anche con la crisi del suo rapporto, messo sotto pressione dagli impegni e dalle esigenze della vita quotidiana.

## Colonna sonora
Ad opera del gruppo noodles
1. LOVE MY LIFE
2. Tomorrow & Yesterday
3. SE-1 Yukako
4. 45
5. LOVE MY LIFE (guitar version)
6. FIVE
7. Long long chain
8. Discover
9. SE-2 Ellie
10. OH OH
11. Lemongrass foo foo
12. SE-3 Ichiko
13. Ever catch
14. Ivy
15. She, her
16. Fool song
17. LOVE MY LIFE (piano version)